# Zoë Lister
Pour les articles homonymes, voir Zoë et Lister.
Zoë Lister, née en 1982 à Redditch en Angleterre, est une actrice et scénariste britannique.

## Biographie
Zoë Lister est principalement connue pour son rôle de Zoe Carpenter (en) dans la série télévisée Hollyoaks.

## Filmographie

### Comme actrice
- 2008-2009 : Hollyoaks Later (en) (série télévisée) : Zoe Carpenter (en) (9 épisodes)
- 2011 : Midsomer Murders (série télévisée) : young mother Julian
- 2012 : Amy (court métrage) : Amy
- 2012 : Mad Sad Glad (court métrage) : Audrey Lauren
- 2012 : Crime Stories (série télévisée) : Louise Miller
- 2014 : Knock Knock (court métrage) : Ivy Rose
- 2014 : Staff Room (série télévisée) : Lucy Lucas (5 épisodes)
- 2016 : Brash Young Turks : l'ambassadrice Britannique
- 2006-2017 : Hollyoaks (série télévisée) : Zoe Carpenter (en) (211 épisodes)

### Comme scénariste
- 2017 : The Lodge (série télévisée) (1 épisode)
- 2018 : Amandine Malabul, sorcière maladroite (The Worst Witch) (série télévisée) (1 épisode)
- 2014-2019 : Hollyoaks (série télévisée) (37 épisodes)